# Holmträsktjärnen, Västerbotten
Holmträsktjärnen är en sjö i Norsjö kommun i Västerbotten och ingår i Skellefteälvens huvudavrinningsområde.